# Moringa peregrina
Moringa peregrina är en tvåhjärtbladig växtart som först beskrevs av Peter Forsskål, och fick sitt nu gällande namn av Adriano Fiori. Moringa peregrina ingår i släktet Moringa och familjen Moringaceae. Inga underarter finns listade i Catalogue of Life.

## Bildgalleri

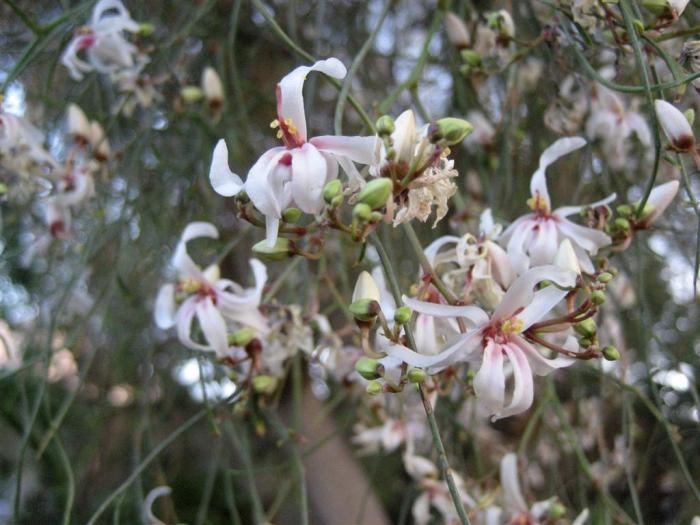